# Маґозд
Маґозд (словен. Magozd) — мале поселення в общині Кобарід, Регіон Горишка, Словенія. Висота над рівнем моря: 463,4 м.